# 卡拉波
22°38′02″S 54°49′19″W / 22.63389°S 54.82194°W

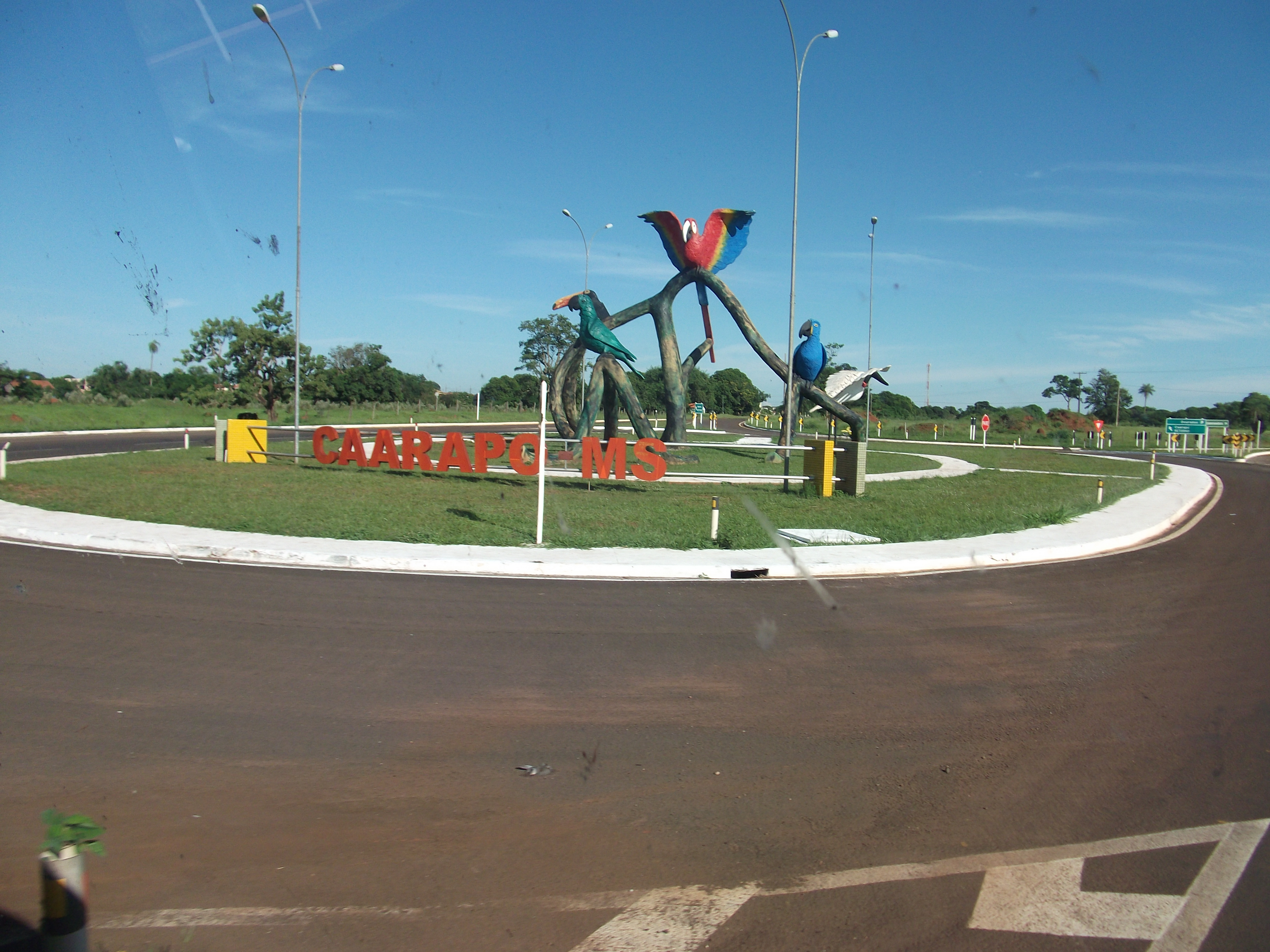
卡拉波

卡拉波（葡萄牙語：Caarapó），是巴西的城鎮，位於該國西部，由南馬托格羅索州負責管轄，始建於1958年12月20日，面積2,090平方公里，海拔高度471米，2014年人口28,001，人口密度每平方公里13.4人。